# ديفيد كروفت (مقدم تلفزيوني)
ديفيد كروفت (بالإنجليزية: David Croft)‏ هو مقدم تلفزيوني بريطاني، ولد في 19 يونيو 1970 في المملكة المتحدة.